# Myomectomie

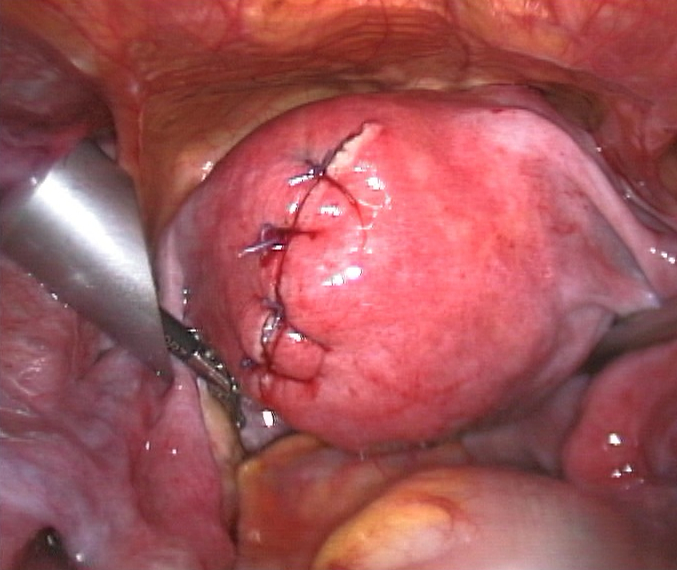
Suture de l'utérus lors d'une myomectomie par laparoscopie.

La myomectomie consiste en l'ablation sélective de fibrome (myome) utérin. Par opposition à l'hystérectomie, la myomectomie conserve l'utérus ce qui autorise une grossesse consécutive. 
L'étymologie du terme peut se scinder en un radical Myo- du grec ancien μυός, muós, génitif de μῦς, mýs (Muscle) et du suffixe Ome du grec ancien -ωμα, -ôma désignant une tumeur, une production pathogène, suivi de Ectomie du grec ancien ἐκτομή, ektomê (excision, ablation).
Elle peut être réalisée :
- par résection endovaginale ;

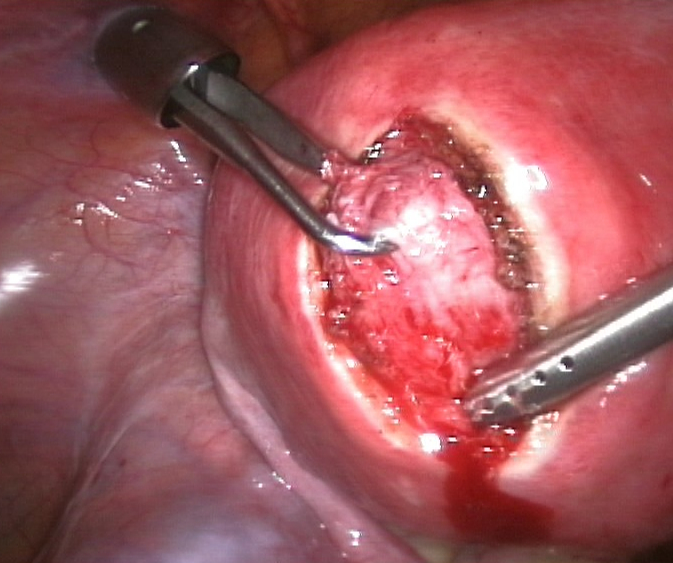
Incision de l'utérus lors d'un myomectomie par laparoscopie. Un fibrome blanchâtre est visible dans le plan.

- par laparoscopie (laser, robot-assisted) ;
- par laparotomie.